# San Esteban del Valle
San Esteban del Valle – gmina w Hiszpanii, w prowincji Ávila, w Kastylii i León, o powierzchni 39,35 km². W 2011 roku gmina liczyła 833 mieszkańców.